# ینگی‌یول
ینگی‌یول (به ازبکی: Yangiyo‘l، ینگی‌یۉل) شهری در ولایت تاشکند کشور ازبکستان است که در سرشماری سال ۲۰۲۴ میلادی، ۸۵٬۵۰۰ نفر جمعیت داشته‌است.